# Jaume Girabau i Esteve
Jaume Girabau i Esteve (Sabadell, 22 d'abril de 1914 - Madrid, 21 de gener de 1942) fou un polític comunista català, executat per la dictadura franquista.

## Biografia
Va fer els estudis primaris a l'escola del pedagog i destacat sindicalista Ricard Fornells i completà la formació a l'Escola Industrial i d'Arts i Oficis. Treballador del sector d'acabats de la indústria tèxtil, s'afilià al Sindicat Unió de l'Art Fabril i Tèxtil, de la Federació Local de Sindicats, que lideraven Josep Moix, Miquel Bertran, Josep Rosas i Jaume Camps Illa i, a l'inici dels anys 30, ingressà a les Joventuts Comunistes de Catalunya. Arran dels fets del 6 d'octubre de 1934, Girabau, amb altres companys sabadellencs que havien participat en la revolta, va ser empresonat al vaixell Uruguai. Alliberat després de les eleccions del 16 de febrer de 1936, va participar en el procés constituent de les Joventuts Socialistes Unificades (JSU) i s'incorporà al Partit Socialista Unificat de Catalunya el 1936. Declarada la Guerra Civil, es va incorporar a l'expedició que tractava d'alliberar Mallorca dels revoltats al comandament del capità Alberto Bayo Giroud. Després va lluitar al front d'Aragó i va ser comissari de la 30a Divisió.
Va passar a França al final de la guerra i l'any 1940 s'embarcà a bord del vaixell De la Salle cap a la República Dominicana, on arribà el 23 de febrer de 1940 a Puerto Plata. El 1941 va ser enviat a Lisboa per la direcció del Partit Comunista per reforçar a Isidoro Diéguez i el grup que encapçalava. Tots ells van ser detinguts per la policia portuguesa i lliurats a les autoritats franquistes. Va ser jutjat en un consell de guerra, condemnat a la mort i executat al costat d'Isidoro Diéguez, Jesús Larrañaga, Manuel Asarta, Joaquín Valverde, Jesús Gago, Francisco Barreiro Barciela i Eladio Rodríguez González.